# 田口正幸
田口 正幸（たぐち まさゆき、1957年8月20日 - 2016年11月22日）は、日本の実業家。株式会社ダイドーリミテッド元代表取締役社長。

## 来歴
東京都出身。1981年3月、駒澤大学経済学部卒業。大同毛織株式会社（現ダイドーリミテッド）入社。紳士服販売、ダイドーユニオンを経て2002年より上海へ。2005年、大同利美特（上海）有限公司総経理。2008年、取締役。2010年、取締役副社長兼大同利美特（上海）有限公司董事長。
2011年6月29日、代表取締役社長に就任。2013年5月、取締役。
2016年11月22日、胃がんのため死去、享年59。